# 張維垣
張維垣（1827年—1892年），字祿興，號星樞，福建臺灣府臺灣縣人。晚清政治人物。
祖籍廣東嘉應州鎮平縣神崗社，為客家人。乾隆三十三年（1768年）祖先張德貴東臺，定居下淡水廣西里。同治六年（1867年）丁卯科福建鄉試舉人。同治十年（1871年）中式辛未科進士。授浙江遂昌縣知縣。光緒三年（1877年）辭官返鄉，北遷至淡水廳頭份莊。光绪十八年（1892年）卒，年六十六。次年，歸葬。
有《张维垣先生閒吟诗遗稿》。